# Strobilanthes scrobiculatus
Strobilanthes scrobiculatus är en akantusväxtart som beskrevs av Dalz. och C. B. Cl.. Strobilanthes scrobiculatus ingår i släktet Strobilanthes och familjen akantusväxter. Inga underarter finns listade i Catalogue of Life.